# Julian Schneider (Schauspieler)
Julian Schneider (* 14. Juni 1990 in Wien) ist ein österreichischer Schauspieler.

## Leben
Julian Schneider absolvierte nach der AHS-Matura und dem Zivildienst 2010 eine Tanzausbildung bei den Performing Arts Studios Vienna. Anschließend studierte er am Max Reinhardt Seminar Schauspiel, das Studium schloss er 2014 als Magister artium ab. Im Rahmen eines Stipendiums war er außerdem Schüler am Lee Strasberg Theatre and Film Institute in Los Angeles.
Für das Fernsehmagazin Bergwelten von ServusTV verkörperte er 2012 im Beitrag Auf den Bergen ist Freiheit – 150 Jahre Österreichischer Alpenverein die Rolle des Gründungsmitgliedes Edmund Mojsisovics von Mojsvár. In den ORF-Serien Paul Kemp – Alles kein Problem, SOKO Kitzbühel und SOKO Donau war er in Episodenrollen zu sehen.
Am KosmosTheater wirkte er in Mutterland mit, am Scala Theater Wien spielte er in Diese Bretter sollen brennen, am Marilyn Monroe Theatre Hollywood stand er 2014 als Billy Flynn in Chicago auf der Bühne. Bei Shakespeare auf der Rosenburg war er 2012 in Wie es euch gefällt unter der Regie von Helene Vogel als Oliver zu sehen, 2013 verkörperte er dort in Falstaff unter der Regie von Birgit Doll die Rolle des Henry Percy. In der Spielsaison 2016/17 war er als Richard Greenleaf in der Bühnenfassung von Der talentierte Mr. Ripley am Wiener Theater im Zentrum in einer Inszenierung von Thomas Birkmeir an der Seite von Jakob Elsenwenger in der Titelrolle zu sehen.
Von Folge 2994–3264 gehörte er zum Hauptcast der ARD-Telenovela Sturm der Liebe, in der er die Rolle von Joshua Winter, Robert Saalfelds Sohn und Valentinas Halbbruder, verkörperte.

## Filmografie (Auswahl)
- 2012: Bergwelten – Auf den Bergen ist Freiheit – 150 Jahre Österreichischer Alpenverein
- 2013: Paul Kemp – Alles kein Problem
- 2018: SOKO Kitzbühel – M23
- 2018: SOKO Donau – Treue, Ehre, Mord
- 2018–2019: Sturm der Liebe (Fernsehserie)
- 2020–2021: Walking on Sunshine (Fernsehserie)
- 2022: SOKO Donau/SOKO Wien – Falsche Signale (Fernsehserie)
- 2024: SOKO Linz – Get rich quick (Fernsehserie)
- ab 2024: Beasts Like Us (Fernsehserie)